# Ndiaye Ciré Ba
Ndiaye Ciré Ba est une actrice sénégalaise née en 1993. Elle est principalement connue grâce à son personnage Dialika, dans la série sénégalaise maîtresse d'un homme marié.  

## Film
Elle est connue pour avoir joué le rôle d'Émadé à partir de 2015 dans la série C'est la vie ! de Marguerite Abouet et Charlie Beléteau. Émadé correspond au personnage d'une jeune femme mariée à 16 ans, et mère à 19 ans de trois enfants.
En 2019, elle rejoint la distribution de la série Maîtresse d'un homme marié de Kalista Sy. Elle y interprète un des principaux personnages, Djalika Sagna, une jeune femme qui subit des violences conjugales et tente de concilier vie professionnelle et vie familiale,,,,.
En 2021 elle remporte le prix de la meilleure actrice dans un second rôle à la deuxième édition des (TMA) Teranga Movies Awards. 
Elle s'engage dans la lutte contre la dépigmentation artificielle, un phénomène qui touche de nombreuses femmes au Sénégal.

## Filmographie
- 2015 : C'est la vie !
- 2019 : Maîtresse d'un homme marié
- 2019 : Sakho & Mangane (série) : Manou
- 2020 : Renaissance (série) : Fatou